# 펠햄 시빅 센터
펠햄 시빅 센터(Pelham Civic Center)는 미국 앨라배마주 펠럼에 위치한 실내 경기장이다. 현재 SPHL 버밍햄 불스의 홈경기장으로 사용하고 있다.